# Challenger de Salinas 2014
El torneo Challenger ATP de Salinas Diario Expreso 2014, fue un torneo profesional de tenis. Perteneció al ATP Challenger Tour 2014. Se disputó su 19.ª edición sobre superficie de tierra batida, en Salinas, Ecuador entre el 24 de febrero y el 2 de marzo de 2014.

## Jugadores participantes del cuadro de individuales
| Favorito | País                               | Jugador          | Rank1 | Posición en el torneo |
| -------- | ---------------------------------- | ---------------- | ----- | --------------------- |
| 1        | Bandera de la República Dominicana | Víctor Estrella  | 133   | CAMPEÓN               |
| 2        | Bandera de Eslovaquia              | Andrej Martin    | 139   | Segunda ronda         |
| 3        | Bandera de Argentina               | Martín Alund     | 154   | Primera ronda         |
| 4        | Bandera de Argentina               | Renzo Olivo      | 189   | Semifinales           |
| 5        | Bandera de Austria                 | Gerald Melzer    | 195   | Segunda ronda         |
| 6        | Bandera de Venezuela               | David Souto      | 225   | Primera ronda         |
| 7        | Bandera de Argentina               | Andrea Collarini | 243   | FINAL                 |
| 8        | Bandera de Colombia                | Carlos Salamanca | 245   | Cuartos de final      |

| Posición en el torneo   |
| ----------------------- |
| Primera y segunda ronda |
| Cuartos de final        |
| Semifinales             |
| FINAL                   |
| CAMPEÓN                 |

- 1 Se ha tomado en cuenta el ranking del día 17 de febrero de 2014.

### Otros participantes
Los siguientes jugadores recibieron una invitación (wild card), por lo tanto ingresan directamente al cuadro principal (WC):
- Julio César Campozano
- Joseph Correa
- Giovanni Lapentti
- Jesse Witten

Los siguientes jugadores ingresan al cuadro principal tras disputar el cuadro clasificatorio (Q):
- Bastian Malla
- Christian Garín
- Guillermo Durán
- Eduardo Struvay

Los siguientes jugadores ingresan al cuadro principal como alternantes (Alt):
- Maximiliano Estévez

## Jugadores participantes en el cuadro de dobles

### Cabezas de serie
| Favorito | País                | Jugador            | País                 | Jugador          | Rank1 | Posición en el torneo |
| -------- | ------------------- | ------------------ | -------------------- | ---------------- | ----- | --------------------- |
| 1        | Bandera de Colombia | Nicolás Barrientos | Bandera de Colombia  | Carlos Salamanca | 329   | Cuartos de final      |
| 2        | Bandera de Uruguay  | Ariel Behar        | Bandera de Perú      | Sergio Galdós    | 329   | Primera ronda         |
| 3        | Bandera de Perú     | Duilio Beretta     | Bandera de Argentina | Guillermo Durán  | 397   | Cuartos de final      |
| 4        | Bandera de Brasil   | Fabiano de Paula   | Bandera de Argentina | Renzo Olivo      | 438   | Cuartos de final      |

- 1 Se ha tomado en cuenta el ranking del día 17 de febrero de 2014.

## Campeones

### Individual Masculino
- Víctor Estrella derrotó en la final a  Andrea Collarini por 6-3, 6-4.[2]

### Dobles Masculino
- Roberto Maytín /  Fernando Romboli derrotaron en la final a  Hugo Dellien /  Eduardo Schwank por 6-3, 6-4.[3]